# Paralimnophila (Paralimnophila) guttulicosta
Paralimnophila (Paralimnophila) guttulicosta is een tweevleugelige uit de familie steltmuggen (Limoniidae). De soort komt voor in het Australaziatisch gebied.